# Maciej Kos
Maciej Kos herbu własnego – podkomorzy pomorski w latach 1578–1592, dworzanin Stefana Batorego.
Poseł województwa pomorskiego na sejm 1578 roku.